# 上郷村 (青森県)
上郷村（かみごうむら）は、かつて青森県にあった村。

## 沿革
- 1889年（明治22年）4月1日 - 町村制施行により三戸郡石亀村、原村、茂市村、遠瀬村、山口村、関村、夏坂村が合併し、上郷村が発足。
- 1955年（昭和30年）3月1日 - 三戸郡田子町と合併し、田子町を新設して消滅。

## 地域

### 産業
村の基幹産業は主に畑作を中心とした農業であった。

### 郵便
- 陸奥上郷郵便局（集配局）

### 所轄警察署
- 三戸警察署上郷駐在所

### 教育

#### 中学校
- 上郷村立上郷中学校
  - 水亦分校

※以下は廃校。
- 上郷村立上郷中学校〈旧〉（1949年・上郷中学校〈新〉を統合新設）
- 上郷村立原中学校（同上）
- 上郷村立遠瀬中学校（同上）
- 上郷村立関中学校（同上）

#### 小学校
- 上郷村立上郷小学校
  - 水亦分校
- 上郷村立遠瀬小学校
- 上郷村立関小学校
- 上郷村立夏坂小学校